# 李文德
李文德（1938年8月9日—），淡水人，台灣政治人物，曾任台北縣議員（淡水鎮、八里鄉、三芝鄉、石門鄉，第12~16屆）、淡水鎮長（第9、10屆），中國國民黨籍。私立淡江中學高中部畢業。